# Trufanowo (rejon kiczmiengsko-gorodiecki)
Trufanowo (ros. Труфаново) – wieś w Rosji, w rejonie kiczmiengsko-gorodieckim obwodu wołogodzkiego. W 2010 r. liczyła 15 mieszkańców.